# Joe Henderson
Joe Henderson (Lima, Ohio, 24 de abril de 1937 – São Francisco, 30 de junho de 2001) foi um saxofonista tenor de jazz, norte-americano.
Em uma carreira de mais de quarenta anos, Joe Henderson tocou com muitos dos principais músicos americanos de sua época e gravou para várias etiquetas de destaque, incluindo a Blue Note. O seu estilo musical tem influências que vão desde o hard bop à bossa nova, soul jazz ou jazz de fusão.

## Biografia

### Início da vida
De uma família muito grande, com cinco irmãs e nove irmãos, Henderson nasceu em Lima, Ohio, e foi incentivado por seus pais Dennis e Irene (nee Farley)[1] e seu irmão mais velho James T. para estudar música. Ele dedicou o seu primeiro álbum a eles "por ser tão compreensivo e tolerante" durante seus anos de formação. Interesses musicais adiantados incluíram bateria, piano, saxofone e composição. De acordo com Kenny Dorham, dois professores de piano locais que foram à escola com irmãos e irmãs de Henderson, Richard Patterson e Don Hurless, deu-lhe um conhecimento do piano.[2] Ele foi particularmente encantado com coleção de discos de seu irmão. Parece que um baterista cidade natal, John Jarette, aconselhou Henderson para ouvir músicos como Lester Young, Stan Getz, Dexter Gordon e Charlie Parker. Ele também gostava de aleta Phillips, Lee Konitz e o Jazz at the Philharmonic gravações. No entanto, Parker tornou-se sua maior inspiração. Sua primeira abordagem para o saxofone estava sob a tutela de Herbert Murphy na escola. Neste período de tempo, ele escreveu vários escores para os grupos da banda escolar e de rock.
Por dezoito anos, Henderson estava ativo na  do cena jazz de Detroit nos meados dos anos 1950, tocando em jam sessions com a visita de estrelas de Nova Iorque. Enquanto participava de aulas de flauta e baixo na Wayne State University, desenvolveu ainda mais seu saxofone e habilidades de composição sob a orientação do renomado professor Larry Teal na Escola Teal of Music. No final de 1959, ele formou seu primeiro grupo.  Até ao momento ele chegou na Wayne State University, ele havia transcrito e memorizado tantos solos de Lester Young que seus professores acreditavam que ele tinha ouvido absoluto. Classmates, Yusef Lateef, Barry Harris e Donald Byrd, sem dúvida, forneceram a inspiração adicional.[3] Ele também estudou música no Kentucky State College.
Pouco antes de seu alistamento no exército em 1960, Henderson foi encomendado pela UNAC para escrever alguns arranjos para a suíte "Balanços e Strings", que mais tarde foi executado por uma orquestra de dez membros e a banda de dança local de Jimmy Wilkins.[2]

### Início de carreira
Henderson passou dois anos (1960-62) no Exército dos EUA: em primeiro lugar em Fort Benning, onde ele competiu ainda no talento exército show e ganhou o primeiro lugar, em seguida, em Fort Belvoir, onde ele foi escolhido para uma turnê mundial, com um show para entreter os soldados. Enquanto em Paris, ele conheceu Kenny de Drew e Kenny Clarke. Em seguida, ele foi enviado para Maryland para concluir o seu projecto. Em 1962, ele foi finalmente descarregado e prontamente mudou-se para Nova York. Ele conheceu trompetista Kenny Dorham, uma orientação inestimável para ele, pelo saxofonista júnior Cozinheiro lugar 's. Naquela mesma noite, eles foram ver Dexter Gordon tocar no Birdland. Henderson foi solicitado pelo próprio Gordon tocar alguma coisa com a sua secção rítmica e ele alegremente aceitou.
Embora primeiras gravações de Henderson foram marcados por uma forte influência hard-bop, seu jogo não abrangia apenas o bebop tradição, mas R & B, latino e avant-garde também. Ele logo se juntou a Horace Silver e forneceu um solo seminal na jukebox hit "Song for My Father". Depois de deixar a banda de prata em 1966, Henderson retomada freelancer e também co-liderou uma big band com Dorham. Seus arranjos para a banda passou sem registro até ao lançamento do Joe Henderson Big Band (Verve) em 1996.

### Blue Note
De 1963 a 1968, o Henderson apareceu em quase trinta álbuns para a Blue Note, incluindo cinco lançado sob o nome dele. As gravações variou de sessões relativamente conservadoras hard-bop (Page One, 1963) para sessões mais exploratórias (Urge Inner e Modo de Joe, 1966). Ele desempenhou um papel proeminente em muitos álbuns no âmbito de outros líderes para o rótulo.
Em 1967, houve uma breve associação com Miles Davis Quintett, Hancock, Wayne Shorter, Ron Carter e Tony Williams, embora a banda nunca tenha gravada. A adaptabilidade e ecletismo de Henderson se tornaria ainda mais evidente nos anos a seguintes.

### Milestone
Assinando com Orrin Keepnews principiante 's Milestone etiqueta em 1967 marcou uma nova fase na carreira de Henderson. Ele co-liderou os Comunicadores jazz com FreddieHubbard, de 1967 a 1968. Henderson também foi destaque em Hancock do Fat Albert Rotunda da Warner Bros. Foi durante este tempo que Henderson começou a experimentar com a fusão jazz-funk, estúdio overdubbing, e outro eletrônico efeitos. Song e títulos de álbuns como Power to the People, In Pursuit of Blackness, e Black Narcissus refletia sua crescente consciência política e consciência social, embora o último álbum foi nomeado após a Powell e Pressburger filme de 1947.
Depois de uma breve associação com Blood, Sweat & Tears em 1971, Henderson se mudou para São Francisco e acrescentou ensinando a seu currículo. Na década seguinte, dedica-se ao ensino de música e, como músico independente, volta a gravar para a Blue Note. O seu reconhecimento surge quando é contratado pela Verve.

### Mais tarde - Carreira e morte
Embora ele ocasionalmente trabalhou com Echoes of an Era, o Griffith Park Banda e Chick Corea, Henderson se manteve basicamente um líder em toda a década de 1980. Um compositor talentoso e prolífico, ele começou a se concentrar mais em normas e reinterpretando suas próprias composições anteriores. A Blue Note Records tentou posicionar o artista na vanguarda de uma cena jazz ressurgente em 1986 com o lançamento do dois volumes Estado do Tenor gravado no Village Vanguard em Nova York. Os álbuns (com Ron Carter no baixo e Al Foster na bateria) revisitou a forma tenor trio usado por Sonny Rollins em 1957 em seus próprios álbuns Vanguard ao vivo para o mesmo rótulo. Henderson estabeleceu seu repertório básico para os próximos sete ou oito anos, com Thelonious Monk 's "Pergunte-me agora" tornar-se um recurso de assinatura balada.
Foi somente após o lançamento de uma noite com Joe Henderson, um conjunto trio ao vivo (com Charlie Haden e Foster) para a etiqueta independente italiana Red Records que Henderson passou por uma grande mudança de carreira: Verve tomou conhecimento dele e no início de 1990, assinando ele. Esse rótulo adaptado a uma abordagem 'songbook' para gravá-lo, acoplando-o com uma considerável marketing e publicidade campanha, que posicionado mais sucesso Henderson na vanguarda da cena jazz contemporâneo. Em 1992, Henderson recebe o título de melhor músico de jazz pela Down Beat, e melhor saxofonista tenor. Um dos seus álbuns mais vendidos é Lush Life: The Music of Billy Strayhorn, que vendeu mais de 450 000 unidades por todo o mundo (cerca de 100 000 nos EUA). O seu álbum So Near So Far: Musings for Miles recebeu o Grammy para a melhor interpretação de jazz. Seu álbum de 1992 "comeback" Lush Life: The Music of Billy Strayhorn foi um sucesso comercial e de crítica e seguido por álbuns de tributo a Miles Davis, Antonio Carlos Jobim e uma versão do George Gershwin ópera Porgy and Bess.
O seu último trabalho, Porgy and Bess, foi gravado em 1997
Em 30 de junho de 2001, Joe Henderson morreu em São Francisco, Califórnia, como resultado de insuficiência cardíaca após uma longa batalha contra um enfisema pulmonar.

## Discografia
- Page One (Blue Note 1963)
- Our Thing (Blue Note 1963)
- In 'n Out (Blue Note 1964)
- Inner Urge (Blue Note 1964)
- Mode for Joe (Blue Note 1966)
- The Kicker (Milestone 1967)
- Tetragon (Milestone 1967)
- Four (Verve 1968)
- Straight, No Chaser (Verve 1968)
- Power to the People (Milestone 1969)
- Joe Henderson in Japan (Milestone 1971)
- The Elements (Milestone 1973)
- Canyon Lady (Milestone 1973)
- Multiple (Milestone 1973)
- Relaxin' at Camarillo, (Contemporary 1979)
- The State of the Tenor Live at the Village Vanguard (Blue Note 1985)
- SKYDANCE: Joe Henderson w/ Jon Ballantyne Trio (Justin Time 1989)
- Lush Life: The Music of Billy Strayhorn (Verve 1991)
- So Near, So Far (Musings for Miles), (Verve 1992)
- Double Rainbow: The Music of Antonio Carlos Jobim, (Verve 1994)
- Big Band (Verve 1994)
- With the Tenors of Our Time